# Facharzt für Kinder- und Jugendpsychiatrie und -psychotherapie
Facharzt für Kinder- und Jugendpsychiatrie und -psychotherapie, auch Kinder- und Jugendpsychiater und -psychotherapeut/Kinder- und Jugendpsychiaterin und –psychotherapeutin, ist in Deutschland die offizielle Bezeichnung für einen Facharzt, der sich auf die ärztliche Tätigkeit im Gebiet Kinder- und Jugendpsychiatrie und -psychotherapie spezialisiert hat. 

## Gebiet Psychiatrie und Psychotherapie
Das Gebiet Psychiatrie und Psychotherapie umfasst die Erkennung, Behandlung, Prävention und Rehabilitation psychischer, psychosomatischer und entwicklungsbedingter Erkrankungen oder Störungen sowie psychischer und sozialer Verhaltensauffälligkeiten im Säuglings-, Kindes- und Jugendalter und bei Heranwachsenden auch unter Beachtung ihrer Einbindung in das familiäre und soziale Lebensumfeld.

## Facharzt-Weiterbildung
Um in Deutschland als Facharzt für Kinder- und Jugendpsychiatrie und -psychotherapie tätig werden zu können, muss nach dem Abschluss eines Medizinstudiums und erteilter Approbation als Arzt eine mindestens 60 Monate umfassende Weiterbildung im Gebiet Kinder- und Jugendpsychiatrie und -psychotherapie mit Erfolg absolviert worden sein.
Die Weiterbildungszeit von 60 Monaten Kinder- und Jugendpsychiatrie und -psychotherapie muss an zugelassenen Weiterbildungsstätten absolviert werden, davon können zum Kompetenzerwerb bis zu 12 Monate Weiterbildung in anderen Facharztgebieten erfolgen.
Bei der Anmeldung zur Weiterbildungsprüfung müssen der zuständigen Ärztekammer sämtliche Nachweise über die erfüllten Mindestanforderungen vorgelegt werden. Dazu gehören auch die Logbuch-Dokumentationen über alle durch die MWBO vorgegebenen Inhalte der Weiterbildung. Zur Weiterbildungsprüfung muss man darlegen, dass man über die entsprechenden Kenntnisse, Erfahrungen und Fertigkeiten im Fach verfügt.

### Inhalte der Weiterbildung
Zur Weiterbildungsprüfung muss dargelegt werden können, dass man Kenntnisse, Erfahrungen und Fertigkeiten unter anderem in folgenden Bereichen erlangt hat:
- Gefahreneinschätzung, Prävention und Intervention bei körperlicher und psychischer Gewalt bei Kindern und Jugendlichen in der Häuslichkeit und in sozialen Systemen
- Indikationsstellung und Umsetzung deeskalierender Maßnahmen im Vorrang zu Zwangsmaßnahmen
- Krankheitslehre und Diagnostik
  - Entwicklungspsychologie und -psychopathologie
  - Kinder- und jugendpsychiatrische, -psychosomatische und -psychotherapeutische Anamnese und Befunderhebung, Differentialdiagnostik, Verhaltensbeobachtung und Explorationstechnik
  - Indikationsstellung und Befundinterpretation von neurophysiologischen Untersuchungen und bildgebenden Untersuchungen
  - Methodik, Durchführung und Befunderstellung psychologischer Testverfahren in der Entwicklungs-, Leistungs- und Persönlichkeitsdiagnostik
- Behandlung psychischer und psychosomatischer Störungen im Kindes- und Jugendalter
- Kriseninterventionen und Fokaltherapie bei psychischen Störungen im Kindes- und Jugendalter
- Suchtmedizinische (Grund-)Versorgung
- Indikationsstellung und Einleitung von Rehabilitationsmaßnahmen.[1]

## Zusatz-Weiterbildungen
Fachärztinnen und -ärzte für Kinder- und Jugendpsychiatrie und -psychotherapie haben die Möglichkeit, sich durch Zusatz-Weiterbildung weiterzuqualifizieren. Hierzu gehören insbesondere die Zusatz-Weiterbildungen Psychoanalyse und Sexualmedizin. Außerdem besteht die Möglichkeit der Qualifizierung in den Zusatz-Weiterbildungen, die Fachärzten der Gebiete der unmittelbaren Patientenversorgung vorbehalten sind.